# Coda silábica
En lingüística, la coda silábica o simplemente coda (del italiano coda, 'cola') es el conjunto de sonidos, normalmente una consonante o un grupo consonántico (agrupación de consonantes), que están en posición postnuclear dentro de una sílaba, es decir, después del núcleo silábico. La coda junto con el núcleo forman la rima silábica. La coda no es totalmente necesaria en una sílaba, y en algunos idiomas no suele haber codas.
Ejemplos de codas en español:
- [n] en pan
- [l] en sal
- [s] en es

Las consonantes en posición de coda silábica frecuentemente se llaman consonantes en posición implosiva (aunque este concepto no debe confundirse con el de consonante implosiva).
- Datos: Q1755970